# Steve Lehman

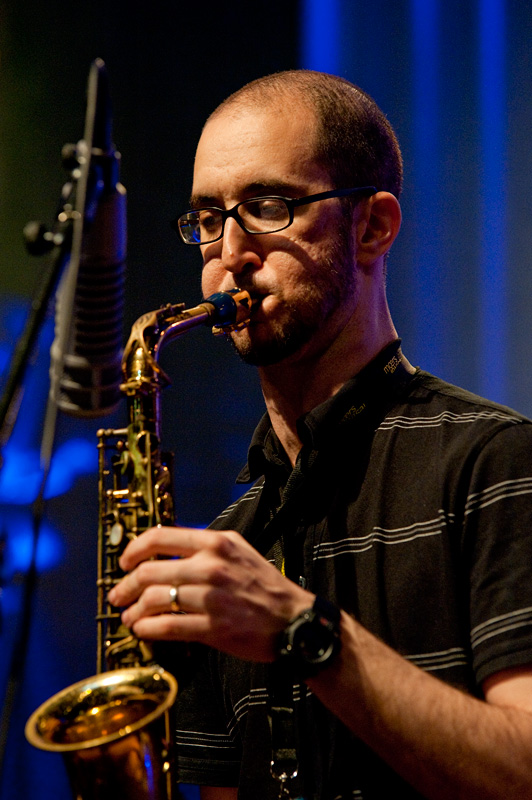
Steve Lehman, mœrs festival 2010

Steve Lehman (* 1978 in Brooklyn/New York City, New York) ist ein amerikanischer Jazz-Saxophonist und -Komponist.

## Leben und Wirken
Lehman wuchs in Hartford/Connecticut auf und lebte längere Zeit in Frankreich. Er besuchte die Milton Academy und studierte an der Wesleyan University. Während seiner Highschoolzeit war er Schüler von Anthony Braxton, Jay Hoggard und Jackie McLean an der Hartt School of music, später studierte er bei Alvin Lucier, Ron Kuivila und Pheeroan akLaff.
Seit Ende der 1990er Jahre trat er in New York mit Musikern wie Kevin O’Neil, Tomas Fujiwara, Taylor Ho Bynum, Tony Leone und Warren Byrd auf. Mit dem Fulbright-Programm kam er 2002 nach Paris, wo er Seminare am Conservatoire de Paris gab, aber auch mit Michel Edelin konzertierte. Seit 2006 absolviert er ein Promotionsstudium in Komposition an der Columbia University (unter Fabien Lévy, Tristan Murail, George Lewis und Fred Lerdahl). 2010 trat er mit eigenem Oktett auf dem Moers Festival auf; 2018 gehört er dem Vijay Iyer Sextet an.
Seit 2001 veröffentlichte Lehman mehrere Alben als Jazzleader. Daneben wurde er auch als Komponist von Orchester- und kammermusikalischen Werken bekannt.  2014 erhielt Lehman den mit $ 275.000 dotierten Doris Duke Artist Award. Im selben Jahr wurde das Album Mise en Abîme seines Oktetts in der jährlichen Kritiker-Befragung (Jazz Critics Poll) von NPR zum besten Jazz-Album des Jahres gewählt. 2015 gewann er in den Kritiker-Polls von Down Beat in der Kategorie Rising Star.

## Diskographie
- Structurale Fire mit John Hébert, Kevin Norton, Kevin O’Neil, 2001
- Camouflage mit Roy Campbell, John Hebert, Kevin Norton, Kevin O’Neil, 2001
- Steve Lehman’s Camouflage Trio Interface mit Pheeroan akLaff, Mark Dresser, 2003
- Artificial Light mit Chris Dingman, Drew Gress, Eric McPherson, Mark Shim, 2004
- Demian as a Posthuman mit Vijay Iyer, Eric McPherson, Me’shell Ndegeocello, Tyshawn Sorey, 2005
- On Meaning mit Chris Dingman, Jonathan Finlayson, Drew Gress, Tyshawn Sorey, 2007
- Travail, Transformation, and Flow (Pi 2009)
- Dialect Flourescent (Pi 2012) mit Damion Reid, Matt Brewer
- Sélébéyone (Pi, 2016), mit Gaston Bandimic, Hprizm, Maciek Lasserre, Carlos Homs, Drew Gress, Damion Reid
- The People I Love (2019), mit Craig Taborn, Matt Brewer, Damion Reid
- Steve Lehman/Orchestre National de Jazz: Ex machina (Pi, 2023)
- Steve Lehman Trio + Mark Turner: The Music of Anthony Braxton (Pi, 2025)